# Host - Chiamata mortale
Host - Chiamata mortale (Host) è un film del 2020 diretto da Rob Savage.

## Trama
Regno Unito, luglio 2020. Durante il lockdown per la pandemia di COVID-19, un gruppo di amici – Haley, Jemma, Radina, Emma, Caroline e Teddy – si incontrano settimanalmente su Zoom per rimanere in contatto. A un incontro, Haley organizza una seduta spiritica online con la medium Seylan, la quale dà loro diverse istruzioni per restare in sicurezza, tra cui il rispettare gli spiriti, sebbene Teddy viene costretto a lasciare la riunione dalla sua ragazza, Jinny.
A un certo punto, Jemma ha una crisi sostenendo di sentire una pressione al collo e afferma di essere in contatto con lo spirito di un suo compagno di scuola suicidatosi tramite impiccagione. Seylan esce dalla riunione a causa della sua cattiva connessione e Jemma confessa alle amiche di aver mentito per fare uno scherzo. Da quel momento, il gruppo inizia a sperimentare spaventosi eventi: la testa di Haley viene trascinata da una forza sconosciuta, un corpo appeso al soffitto compare brevemente nell'attico di Caroline e il bicchiere di Emma esplode. Haley vede qualcosa nel corridoio del suo appartamento e, scattando foto con una polaroid, immortala una figura spettrale appesa al soffitto.
Le amiche vanno nel panico e Haley telefona a Seylan per spiegarle la situazione. Seylan spiega che lo scherzo di Jemma deve aver permesso a uno spirito di indossare la "maschera" del morto inventato, entrando quindi in contatto con loro, e attraverso un metodo di domanda e risposta realizza che suddetto spirito è maligno. La medium cerca di far chiudere la seduta spiritica, ma viene interrotta dallo spirito. Le ragazze apparentemente riescono da sole a farlo e il pericolo sembra passato, ma poi gli eventi riprendono ancora peggiori: Caroline viene uccisa dal demone che le sbatte ripetutamente la testa contro il computer, Emma vede attraverso un filtro della telecamera che una presenza sta infestando il suo appartamento, il fidanzato di Radina si impicca e la ragazza viene a sua volta uccisa dallo spirito venendo sbattuta contro il muro. Haley viene trascinata fuori dalla stanza e Jemma esce di casa per andare da lei ad aiutarla.
Teddy rientra nella video chiamata e diventa a sua volta vittima dello spirito, che assume la forma di una figura umanoide. La creatura lo insegue in giardino, uccide Jinny spezzandole il collo dopo averla fatta levitare e gettandone il corpo in piscina, poi raggiunge Teddy e gli dà fuoco dopo avergli fatto perdere conoscenza. Emma, rimasta l'unica persona in videochiamata, cerca di fuggire dall'appartamento, ma va nel panico quando la creatura si palesa e cade dalla finestra, morendo.
Jemma arriva alla casa di Haley e scopre le morti di Emma e Teddy. Viene attaccata dal demone, ma riesce a trovare Haley nascosta in camera sua. Haley usa il flash della polaroid per illuminare il corridoio e scappare, ma il demone le aggredisce e presumibilmente le uccide, mentre la chiamata su Zoom si interrompe bruscamente.

## Distribuzione
Il film è stato distribuito nelle sale cinematografiche statunitensi a partire dal 4 dicembre 2020. Mentre in Italia è stato distribuito il 20 luglio 2023.